# Гражданско-правовой договор
Гражда́нско-правово́й догово́р — это соглашение (сделка) между физическим лицом (физическими лицами) и другим физическим лицом (физическими лицами) или юридическим лицом (юридическими лицами), либо между юридическим лицом (юридическими лицами) и другим юридическим лицом (юридическими лицами), направленное на возникновение, изменение или прекращение взаимных прав и обязанностей, для обеспечения возможности принуждения сторон к исполнению этих обязательств и обеспечению прав через обращение к судебным властям.
Термин применяется в трёх значениях: договор как правоотношение; как юридический факт, порождающий обязательства; как документ, фиксирующий факт возникновения обязательств по воле его участников.
При договоре от каждой стороны, как правило, требуется встречное удовлетворение. Сторонами договора могут выступать как физические, так и юридические лица, включая различные публично-правовые образования (международные организации, государство, муниципальные образования и прочее).
По содержанию гражданско-правовые договоры делятся на:
1. Имущественные: договоры, направленные на передачу имущества (купля-продажа, дарение, мена, поставка);
2. договоры о выполнении работ (договор подряда);
3. договоры об оказании услуг (страхование, перевозка, хранение и т. п.).

Договоры могут быть возмездными и безвозмездными. Любой договор, по которому хотя бы одна из его сторон за исполнения ею её обязанностей должна получить плату или иное встречное (относительно такой обязанности) возмещение, является возмездным. Безвозмездным является договор, по которому одна из сторон обязуется в чём-либо перед иной стороной без получения от неё встречного возмещения.
Возможна множественность лиц на одной из сторон договора, то есть заключение договора между несколькими лицами, с одной стороны, и одним лицом или несколькими же лицами — с другой.
Договор может быть составлен на нескольких языках. Как правило, при оспаривании в таких случаях силу имеет язык договора, на котором ведётся делопроизводство в соответствующем суде, если в самом договоре не установлен приоритет какой-либо языковой версии.
Также под договором часто подразумевают обязательства, возникающие из договора, либо документ, в котором зафиксированы его условия.

## Форма договора
Составлять договор в форме единого документа в большинстве случаев закон не требует. Для заключения большинства сделок достаточно переписки сторон. Однако договор в форме единого документа является распространённым, так как его удобно использовать как доказательство в суде в случае спора между сторонами.
Более того, в ряде случаев возможен договор и в устной форме. Например, при покупке фруктов на рынке устная форма договора является абсолютно уместной и достаточной. Но для более сложных и длительных взаимоотношений, особенно когда сумма договора является существенной, заключение договора в письменной форме (хотя бы путём переписки сторон) является обязательным. В ряде случаев договор может быть заключён путём совершения конклюдентных действий.

## Заключение договора
Соглашение между сторонами при заключении договора считается состоявшимся только тогда, когда оно окончательно последовало по всем существенным условиям договора, а также и по таким, которые сами стороны признали существенными. Согласно ст. 432 Гражданского кодекса России к существенным условиям договора относятся сведения о сторонах договора, о предмете договора, а также иные условия, оговорённые законами или правовыми актами в зависимости от вида договора. Заключению договора предшествуют обыкновенно переговоры об условиях его заключения, не имеющие юридического значения. Оно придается лишь заключительному акту этих переговоров, состоящему в формулировке одной стороной определённого предложения (оферты) и принятия его (акцепта) другой стороной.
Вопрос о моменте соглашения юристы-догматики исторической школы пытались разрешить на основания логического вывода из самого понятия соглашения или из изучения отдельных моментов созревания воли контрагента. Но такой путь привел только к бесконечным спорам о сравнительном достоинстве трех теорий: 1) теория выражения воли (нем. Aeusserungstheorie), по которой соглашение устанавливается в момент ответа акцептанта на вопрос оферента; 2) теория восприятия (Vernehmungstheorie), согласно которой оферент должен удостовериться в выражении согласия со стороны акцептанта и оценить его соответствие со сделанным предложением; 3) теория получения ответа (Empfangstheorie), по которой достаточно получения ответа без его восприятия, которое может подать повод к новым переговорам в случае неясного представления о соответствии акцепта с офертой. Каждая теория имеет за себя некоторые соображения, относительную цену которых трудно установить теоретически.
Юристы и законодатели подходят к вопросу более просто и практически. Признавая невозможным констатировать определенно момент принятия (когда сторона сказала: да? когда она запечатала письмо? Но да никто не слыхал, а письмо можно распечатать; когда отправлено на почту? но и с почты можно его взять обратно) и считая затруднительным устанавливать момент восприятия ответа, они признают необходимым в интересах сторон получение ответа оферентом для окончательного признания соглашения состоявшимся и спорят лишь о том, относить ли действие договора к моменту принятия или получения ответа, обыкновенно приходя к выводу, что правильнее приурочить наступление силы договора к моменту получения ответа.
Серьёзные разногласия между юристами вызывал вопрос о действительности соглашения в том случае, когда один из контрагентов умер, сделав предложение, так что ответ получают уже наследники.

## Виды договоров

#### Предварительный, основной и дополнительные договоры. Рамочный договор. Опционный договор
Предварительный договор — представляет собой соглашение сторон о заключении основного договора в будущем (является результатом преддоговорных переговоров).
Основной договор непосредственно порождает права и обязанности сторон.
Договор порождает правовые последствия.
Дополнительные договоры заключаются во исполнение основного договора и имеют тесную связь с его предметом.
Рамочный договор — договор определяющий общие условия обязательственных взаимоотношений сторон, которые могут быть конкретизированы и уточнены сторонами путём заключения отдельных договоров, подачей заявок одной из сторон или иным образом на основании либо во исполнение рамочного договора.
Опционный договор — это дополнительный договор, ссылка на который должна быть в основном договоре.

#### Поименованный и непоименованный
Поименованный договор — договор, который прямо обозначен в Гражданском кодексе (например: договор купли-продажи), непоименованный — договор, на который прямой ссылки в ГК нет (например: договор аутсорсинга).

#### Реальный и консенсуальный
Реальный договор — для заключения необходимо не только согласие сторон, но и передача предмета договора (например: договор займа), консенсуальный договор — достаточно согласования сторонами всех условий договора, которые поименованы в законодательстве или определены как существенные (например: договор купли-продажи). Реальный договор считается заключенным с момента передачи вещи, консенсуальный — с момента подписания сторонами.

#### Простой и смешанный
Простой договор состоит из договорённостей об одном предмете, смешанный договор может включать в себя признаки нескольких договоров одновременно.

#### Возмездный и безвозмездный
Возмездный договор предполагает встречное возмещение другой стороной (договор купли-продажи), безвозмездный договор — без получения встречного возмещения (договор дарения).

#### Двусторонний и многосторонний
Двусторонний — где участниками выступают две стороны, в многостороннем договоре участников может быть больше двух, например договор лизинга (трёхсторонний: продавец — лизингодатель — покупатель). 

#### Договор, заключённый в пользу непосредственных участников договора и договор, заключённый в пользу третьих лиц
Договор, заключённый в пользу участников договора — право требовать исполнения договора принадлежит только указанным в договоре сторонам. Договор, составленный в пользу третьих лиц — исполнение договора происходит в пользу указанного в договоре лица, не являющегося стороной договора.

#### Взаимные
Взаимные договоры — где права и обязанности возникают у двух сторон взаимно друг к другу. К ним относится подавляющее большинство договоров, заключаемых в предпринимательской деятельности.

#### Публичный и непубличный
Публичный договор — договор, который должен быть заключён со всеми желающими на одинаковых условиях. Одной из сторон обязательно является лицо, осуществляющее предпринимательскую деятельность (например купля-продажа в магазине).

#### Взаимосогласованные договоры и договоры присоединения
Взаимосогласованные договоры — договоры, участники которых взаимно согласовывали права и обязанности. Договор присоединения — договор стандартной формы, условия которого определяются только одной из сторон.